# Grasshopper Club Zürich 2012-2013
Questa voce raccoglie le informazioni riguardanti il Grasshopper Club Zürich nelle competizioni ufficiali della stagione 2012-2013.

## Stagione
Nella stagione 2012-2013 il Grasshoppers, allenato da Ulrich Forte, concluse il campionato di Super League al 2º posto. In Coppa Svizzera il Grasshoppers vinse la finale con il Basilea.

## Rosa
| N. |                                 | Ruolo | Calciatore         |
| -- | ------------------------------- | ----- | ------------------ |
| 1  | Svizzera (bandiera)             | P     | Roman Bürki        |
| 2  | Brasile (bandiera)              | D     | Willian Rocha      |
| 3  | Svizzera (bandiera)             | D     | Stéphane Grichting |
| 4  | Serbia (bandiera)               | D     | Milan Vilotić      |
| 5  | Svizzera (bandiera)             | D     | Michael Lang       |
| 6  | Serbia (bandiera)               | C     | Vero Salatic       |
| 7  | Svizzera (bandiera)             | C     | Steven Zuber       |
| 8  | Albania (bandiera)              | C     | Amir Abrashi       |
| 9  | Portogallo (bandiera)           | A     | Paiva              |
| 10 | Albania (bandiera)              | A     | Shkëlzen Gashi     |
| 11 | Venezuela (bandiera)            | C     | Frank Feltscher    |
| 13 | Albania (bandiera)              | D     | Taulant Xhaka      |
| 14 | Bosnia ed Erzegovina (bandiera) | C     | Izet Hajrović      |
| 15 | Svizzera (bandiera)             | A     | Nassim Ben Khalifa |

| N. |                                 | Ruolo | Calciatore        |
| -- | ------------------------------- | ----- | ----------------- |
| 17 | Francia (bandiera)              | C     | Anatole Ngamukol  |
| 18 | Svizzera (bandiera)             | P     | Davide Taini      |
| 20 | Bosnia ed Erzegovina (bandiera) | D     | Daniel Pavlović   |
| 21 | Bosnia ed Erzegovina (bandiera) | C     | Ibrahim Samardzic |
| 22 | Svizzera (bandiera)             | D     | Gianluca Hossmann |
| 27 | Kosovo (bandiera)               | C     | Mërgim Brahimi    |
| 28 | RD del Congo (bandiera)         | C     | Nzuzi Toko        |
| 29 | Svizzera (bandiera)             | D     | Levent Gülen      |
| 30 | Svizzera (bandiera)             | A     | Shani Tarashaj    |
| 32 | Francia (bandiera)              | A     | Mohamed Coulibaly |
| 33 | Svizzera (bandiera)             | P     | Andreas Hirzel    |
| 34 | Austria (bandiera)              | D     | Moritz Bauer      |
|    | Svizzera (bandiera)             | D     | Marco Kehl-Gómez  |

## Organigramma societario
Area tecnica
- Allenatore: Ulrich Forte
- Allenatore in seconda: Zoltan Kadar
- Preparatore dei portieri: Christoph Born
- Preparatori atletici: Harun Gülen

## Calciomercato

### Sessione estiva
| Acquisti | Acquisti           | Acquisti     | Acquisti |
| R.       | Nome               | da           | Modalità |
| -------- | ------------------ | ------------ | -------- |
| P        | Andreas Hirzel     | Aarau        |          |
| A        | Nassim Ben Khalifa | Young Boys   |          |
| A        | Shkëlzen Gashi     | Aarau        |          |
| D        | Stéphane Grichting | Auxerre      |          |
| C        | Vero Salatic       | Omonia       |          |
| P        | Raphael Spiegel    | Brühl        |          |
| D        | Milan Vilotić      | Stella Rossa |          |

| Cessioni | Cessioni          | Cessioni            | Cessioni |
| R.       | Nome              | a                   | Modalità |
| -------- | ----------------- | ------------------- | -------- |
| A        | Daniël de Ridder  | Heerenveen          |          |
| P        | Raphael Spiegel   | West Ham Utd        |          |
| C        | Davide Callà      | Aarau               |          |
| C        | Sehar Fejzulahi   | Aarau               |          |
| D        | Marco Kehl-Gómez  | Lugano              |          |
| C        | Davor Landeka     | Široki Brijeg       |          |
| P        | Alessandro Merlo  | Wettswil-Bonstetten |          |
| D        | Paulinho          | Lugano              |          |
| C        | Denis Simijonovic | Winterthur          |          |

### Sessione invernale
| Acquisti | Acquisti         | Acquisti     | Acquisti |
| R.       | Nome             | da           | Modalità |
| -------- | ---------------- | ------------ | -------- |
| D        | Willian Rocha    | Sport Recife |          |
| C        | Anatole Ngamukol | Thun         |          |

| Cessioni | Cessioni      | Cessioni | Cessioni |
| R.       | Nome          | a        | Modalità |
| -------- | ------------- | -------- | -------- |
| A        | Orhan Mustafi | Wil      |          |
| C        | Endoğan Adili | Basilea  |          |

## Risultati

### Super League

#### Prima fase, girone di andata
| Arbitro: | Klossner |

|  |           |                    |
|  | Marcatori | 39’, 77’ Itaperuna |

| Arbitro: | Carrell |

|  |           |             |
|  | Marcatori | 84’ Salatic |

| Arbitro: | Amhof |

|                         |           |                        |
| Khalifa 29’ Brahimi 83’ | Marcatori | 15’ Frei 47’ Yapi Yapo |

| Arbitro: | Graf |

|              |           |              |
| Abegglen 90’ | Marcatori | 26’ Hajrović |

| Arbitro: | Studer |

|             |           |  |
| Khalifa 51’ | Marcatori |  |

| Arbitro: | Gremaud |

|  |           |                      |
|  | Marcatori | 4’ Zuber 79’ Abrashi |

| Arbitro: | Hänni |

|              |           |  |
| Hajrović 44’ | Marcatori |  |

| Arbitro: | Bieri |

|  |           |                         |
|  | Marcatori | 49’ Vilotić 90’ Abrashi |

| Arbitro: | Hänni |

|  |           |           |
|  | Marcatori | 54’ Zuber |

#### Prima fase, girone di ritorno
| Arbitro: | Wermelinger |

|                   |           |  |
| Toko 57’ Lang 72’ | Marcatori |  |

| Arbitro: | Pache |

|             |           |  |
| Khalifa 38’ | Marcatori |  |

| Arbitro: | Erlachner |

|                           |           |                                |
| Steffen 30’ Schneuwly 64’ | Marcatori | 50’ Zuber 56’ Khalifa 59’ Toko |

| Arbitro: | Carrell |

|                             |           |                            |
| Hajrović 17’, 30’ Zuber 45’ | Marcatori | 50’ Martínez 90’ Bobadilla |

| Arbitro: | Hänni |

|                    |           |  |
| Lang 9’ Pasche 87’ | Marcatori |  |

| Arbitro: | Zimmermann |

|              |           |               |
| Hajrović 35’ | Marcatori | 13’ Guié-Guié |

| Arbitro: | Wermelinger |

|                                            |           |  |
| Degen 7’ Streller 57’ (rig.) Frei 72’, 79’ | Marcatori |  |

| Arbitro: | Bieri |

|               |           |          |
| Itaperuna 30’ | Marcatori | 3’ Gashi |

| Arbitro: | Graf |

|                     |           |  |
| Hajrović 21’ (rig.) | Marcatori |  |

#### Seconda fase, girone di andata
| Arbitro: | Bieri |

|  |           |             |
|  | Marcatori | 79’ Brahimi |

| Arbitro: | Klossner |

|                   |           |  |
| Ngamukol 26’, 79’ | Marcatori |  |

| Basilea 24 febbraio 2013, ore 16:00 CET 21ª giornata | Basilea | 0 – 0 referto | Grasshoppers | St. Jakob-Park (27 653 spett.)\| Arbitro: \| Hänni \| |
| Arbitro:                                             | Hänni   |               |              |                                                       |

| Losanna 3 marzo 2013, ore 16:00 CET 22ª giornata | Losanna | 0 – 0 referto | Grasshoppers | Stade Olympique de la Pontaise (4 300 spett.)\| Arbitro: \| Bieri \| |
| Arbitro:                                         | Bieri   |               |              |                                                                      |

| Arbitro: | Pache |

|                                   |           |           |
| Ngamukol 2’ Salatic 56’ Gashi 90’ | Marcatori | 26’ Nushi |

| Zurigo 17 marzo 2013, ore 16:00 CET 24ª giornata | Grasshoppers | 0 – 0 referto | Lucerna | Stadio Letzigrund (8 100 spett.)\| Arbitro: \| Lechner \| |
| Arbitro:                                         | Lechner      |               |         |                                                           |

| Arbitro: | Kever |

|               |           |  |
| Schneuwly 34’ | Marcatori |  |

| Arbitro: | Jaccottet |

|                       |           |                                                      |
| Gajić 32’ (rig.), 51’ | Marcatori | 12’ (rig.) Hajrović 25’ Lang 62’ Salatic 70’ Vilotić |

| Arbitro: | Studer |

|               |           |          |
| Feltscher 37’ | Marcatori | 66’ Yoda |

#### Seconda fase, girone di ritorno
| Arbitro: | Hänni |

|             |           |          |
| Andrist 11’ | Marcatori | 33’ Lang |

| Arbitro: | Erlachner |

|  |           |                           |
|  | Marcatori | 35’ Steffen 64’ Schneuwly |

| Arbitro: | Bieri |

|                       |           |  |
| Gashi 90’ Khalifa 90’ | Marcatori |  |

| Arbitro: | Pache |

|                                              |           |  |
| Afum 33’ Farnerud 62’ Nuzzolo 70’ Gerndt 90’ | Marcatori |  |

| Arbitro: | Graf |

|  |           |              |
|  | Marcatori | 59’ Chermiti |

| Arbitro: | Klossner |

|  |           |                                              |
|  | Marcatori | 25’ Gashi 33’ Zuber 64’ Ngamukol 90’ Brahimi |

| Arbitro: | Kever |

|              |           |  |
| Ngamukol 90’ | Marcatori |  |

| Arbitro: | Bieri |

|               |           |                                 |
| Janjatović 7’ | Marcatori | 40’ (rig.) Hajrović 52’ Abrashi |

| Arbitro: | Jaccottet |

|                                                            |           |               |
| Zuber 21’ (rig.) Gashi 60’ (rig.) Ngamukol 73’ Khalifa 90’ | Marcatori | 84’ Dessarzin |

### Coppa Svizzera
| 16 settembre 2012, ore 15:00 CEST Primo turno | Vedeggio | 0 – 5 | Grasshoppers |  |

| 10 novembre 2012, ore 16:00 CET Secondo turno | Vallemaggia | 0 – 6 | Grasshoppers |  |

| 8 dicembre 2012, ore 17:30 CET Ottavi di finale | Sciaffusa | – | Grasshoppers |  |

| Arbitro: | Studer |

|            |           |                                           |
| Ioniță 65’ | Marcatori | 16’, 74’ Feltscher 89’ Zuber 90’ Ngamukol |

| Arbitro: | Bieri |

|            |           |                            |
| Benito 22’ | Marcatori | 39’ Feltscher 94’ Hajrović |

| Arbitro: | Studer |

|                                      |                      |                                         |
| Steinhöfer 71’                       | Marcatori            | 75’ Hajrović                            |
| Schär Frei Steinhöfer Díaz Bobadilla | Tiri di rigore 3 – 4 | Salatic Hajrović Lang Feltscher Vilotić |

## Statistiche

### Statistiche di squadra
| Competizione   | Punti | In casa | In casa | In casa | In casa | In casa | In casa | In trasferta | In trasferta | In trasferta | In trasferta | In trasferta | In trasferta | Totale | Totale | Totale | Totale | Totale | Totale | DR  |
| Competizione   | Punti | G       | V       | N       | P       | Gf      | Gs      | G            | V            | N            | P            | Gf           | Gs           | G      | V      | N      | P      | Gf     | Gs     | DR  |
| -------------- | ----- | ------- | ------- | ------- | ------- | ------- | ------- | ------------ | ------------ | ------------ | ------------ | ------------ | ------------ | ------ | ------ | ------ | ------ | ------ | ------ | --- |
| Super League   | 69    | 18      | 11      | 4       | 3       | 25      | 13      | 18           | 9            | 5            | 4            | 23           | 19           | 36     | 20     | 9      | 7      | 48     | 32     | +16 |
| Coppa Svizzera | -     | 0       | 0       | 0       | 0       | 0       | 0       | 5            | 4            | 1            | 0            | 18           | 3            | 5      | 4      | 1      | 0      | 18     | 3      | +15 |
| Totale         | 69    | 18      | 11      | 4       | 3       | 25      | 13      | 23           | 13           | 6            | 4            | 41           | 22           | 41     | 24     | 10     | 7      | 66     | 35     | +31 |

### Andamento in campionato
| Giornata  | 1  | 2 | 3 | 4 | 5 | 6 | 7 | 8 | 9 | 10 | 11 | 12 | 13 | 14 | 15 | 16 | 17 | 18 | 19 | 20 | 21 | 22 | 23 | 24 | 25 | 26 | 27 | 28 | 29 | 30 | 31 | 32 | 33 | 34 | 35 | 36 |
| --------- | -- | - | - | - | - | - | - | - | - | -- | -- | -- | -- | -- | -- | -- | -- | -- | -- | -- | -- | -- | -- | -- | -- | -- | -- | -- | -- | -- | -- | -- | -- | -- | -- | -- |
| Luogo     | C  | T | C | T | C | T | C | T | T | C  | C  | T  | C  | T  | C  | T  | T  | C  | T  | C  | T  | T  | C  | C  | T  | T  | C  | T  | C  | C  | T  | C  | T  | C  | T  | C  |
| Risultato | P  | V | N | N | V | V | V | V | V | V  | V  | V  | V  | P  | N  | P  | N  | V  | V  | V  | N  | N  | V  | N  | P  | V  | N  | N  | P  | V  | P  | P  | V  | V  | V  | V  |
| Posizione | 10 | 5 | 6 | 6 | 5 | 4 | 3 | 2 | 2 | 2  | 1  | 1  | 1  | 1  | 1  | 1  | 1  | 1  | 1  | 1  | 1  | 1  | 1  | 2  | 2  | 2  | 2  | 2  | 2  | 2  | 2  | 2  | 2  | 2  | 2  | 2  |

Legenda:

Luogo: C = Casa; T = Trasferta. Risultato: V = Vittoria; N = Pareggio; P = Sconfitta.

### Statistiche dei giocatori
| Giocatore     | Super League | Super League | Super League | Super League | Coppa Svizzera | Coppa Svizzera | Coppa Svizzera | Coppa Svizzera | Totale   | Totale | Totale      | Totale     |
| Giocatore     | Presenze     | Reti         | Ammonizioni  | Espulsioni   | Presenze       | Reti           | Ammonizioni    | Espulsioni     | Presenze | Reti   | Ammonizioni | Espulsioni |
| ------------- | ------------ | ------------ | ------------ | ------------ | -------------- | -------------- | -------------- | -------------- | -------- | ------ | ----------- | ---------- |
| A. Abrashi    | 27           | 3            | 6            | 0            | 3              | 0              | 1              | 0              | 30       | 3      | 7           | 0          |
| E. Adili      | 1            | 0            | 0            | 0            | 0              | 0              | 0              | 0              | 1        | 0      | 0           | 0          |
| M. Bauer      | 13           | 0            | 1            | 0            | 2              | 0              | 1              | 0              | 15       | 0      | 2           | 0          |
| M. Brahimi    | 16           | 3            | 0            | 0            | 2              | 0              | 0              | 0              | 18       | 3      | 0           | 0          |
| R. Bürki      | 34           | 0            | 3            | 0            | 3              | 0              | 0              | 0              | 37       | 0      | 3           | 0          |
| M. Coulibaly  | 5            | 0            | 0            | 0            | 0              | 0              | 0              | 0              | 5        | 0      | 0           | 0          |
| F. Feltscher  | 34           | 1            | 3            | 0            | 3              | 3              | 0              | 0              | 37       | 4      | 3           | 0          |
| S. Gashi      | 28           | 5            | 1            | 0            | 3              | 0              | 2              | 0              | 31       | 5      | 3           | 0          |
| S. Grichting  | 33           | 0            | 8            | 0            | 3              | 0              | 0              | 0              | 36       | 0      | 8           | 0          |
| L. Gülen      | 0            | 0            | 0            | 0            | 0              | 0              | 0              | 0              | 0        | 0      | 0           | 0          |
| I. Hajrović   | 33           | 8            | 7            | 0            | 3              | 2              | 1              | 0              | 36       | 10     | 8           | 0          |
| A. Hirzel     | 0            | 0            | 0            | 0            | 0              | 0              | 0              | 0              | 0        | 0      | 0           | 0          |
| G. Hossmann   | 1            | 0            | 0            | 0            | 0              | 0              | 0              | 0              | 1        | 0      | 0           | 0          |
| M. Kehl-Gómez | 0            | 0            | 0            | 0            | 0              | 0              | 0              | 0              | 0        | 0      | 0           | 0          |
| N. Khalifa    | 33           | 6            | 8            | 0            | 2              | 0              | 0              | 0              | 35       | 6      | 8           | 0          |
| M. Lang       | 33           | 3            | 3            | 0            | 3              | 0              | 0              | 0              | 36       | 3      | 3           | 0          |
| O. Mustafi    | 4            | 0            | 0            | 0            | 0              | 0              | 0              | 0              | 4        | 0      | 0           | 0          |
| A. Ngamukol   | 16           | 6            | 3            | 0            | 3              | 1              | 0              | 0              | 19       | 7      | 3           | 0          |
| P. Paiva      | 12           | 0            | 1            | 0            | 0              | 0              | 0              | 0              | 12       | 0      | 1           | 0          |
| D. Pavlović   | 23           | 0            | 5            | 0            | 1              | 0              | 0              | 0              | 24       | 0      | 5           | 0          |
| W. Rocha      | 5            | 0            | 0            | 0            | 0              | 0              | 0              | 0              | 5        | 0      | 0           | 0          |
| V. Salatic    | 31           | 3            | 6            | 0            | 2              | 0              | 0              | 0              | 33       | 3      | 6           | 0          |
| I. Samardzic  | 0            | 0            | 0            | 0            | 0              | 0              | 0              | 0              | 0        | 0      | 0           | 0          |
| D. Taini      | 2            | 0            | 0            | 0            | 0              | 0              | 0              | 0              | 2        | 0      | 0           | 0          |
| S. Tarashaj   | 0            | 0            | 0            | 0            | 0              | 0              | 0              | 0              | 0        | 0      | 0           | 0          |
| N. Toko       | 26           | 2            | 5            | 0            | 2              | 0              | 0              | 0              | 28       | 2      | 5           | 0          |
| M. Vilotić    | 31           | 2            | 8            | 2            | 3              | 0              | 0              | 0              | 34       | 2      | 8           | 2          |
| T. Xhaka      | 25           | 0            | 8            | 0            | 1              | 0              | 1              | 0              | 26       | 0      | 9           | 0          |
| S. Zuber      | 32           | 6            | 6            | 0            | 3              | 1              | 1              | 0              | 35       | 7      | 7           | 0          |